# Gáyor Tibor
Gáyor Tibor (Gágyor) (Rákospalota, 1929. április 14. – 2023. június 18.) magyar építész, festő, grafikus. A Széchenyi Irodalmi és Művészeti Akadémia Képző- és Iparművészeti Osztály rendes tagja, érdemes művész. Házastársa Maurer Dóra. Testvére özv. dr. Komárik Dénesné született Gágyor Éva, évfolyamtársa, dr. Komárik Dénes özvegye.

## Életútja
1951-ben a Műegyetemen építész diplomát szerzett. Pályakezdő éveit Budapesten, majd Bécsben töltötte építészként. 1956-ban bekerült a bécsi Műegyetem építőművészeti tanszékére tanársegédnek. 1963-tól szabadfoglalkozású képzőművész, a festészet és a grafika felé fordult. Az 1960-as években, majd rövid konceptuális művészeti korszak után 1972-től, a tektonikus hajtásstruktúrák módszeres feldolgozásával, amphigrammákkal foglalkozik. A sík és a tér összefüggéseit kutatja, a kép felületének legteljesebb kihasználása érdekében kétoldalas, kihajtott sík- és térbeli grafikai és vászon-objekteket hoz létre. Matematikailag meghatározott és modellezhető, sorozatokat alkotó hajtásstruktúrái részben kvázi-plasztikusak, de az egymásra rétegződő, többnyire fehér felületek plasztikus hatásúak.
Gáyor Tibor a kortárs magyar képzőművészet egyik kiemelkedő alkotója, aki az 1970-es évek elejétől rendszeres szereplője és szervezője a hazai és nemzetközi képzőművészeti kiállításoknak. 2009-ben a Paksi Képtárban rendezték meg Gáyor Tibor Széchenyi Irodalmi és Művészeti Akadémia székfoglaló kiállítását, e kiállítással összefüggésben elemezték és értékelték a művész alkotói életútját, köztük: A jelentéstágítás lehetőségei. Szempontok egy Gáyor-mű elemzéséhez; Modell és élmény. Szempontok Gáyor Tibor művészetszemléletének megközelítéséhez.

## Kiállításai (válogatás)[5]

### Egyéni
- 1964 • Nansenhaus, Bécs
- 1975 • Faltcollagen, Faltobjekte, Neue Galerie am Landesmuseum Joanneum, Graz • Folkwang Museum, Essen
- 1976 • Szent István Király Múzeum, Székesfehérvár • Bercsényi Klub, Budapest • G. Sztuka Najnowszej, Wrocław
- 1977 • Galerie Gamma, Utrecht • Sohle I., Bergkamen (Németország|Német Szövetségi Köztársaság)
- 1978 • Atelier Schweinebraden, Berlin
- 1980 • Pécsi Galéria, Pécs
- 1983 • M. Hedendaagse Kunst, Utrecht • Galerie Circulus, Bonn
- 1986 • Hajtogatott kollázsok 1972-1986, Ernst Múzeum, Budapest (kat.) • Faltcollagen 1972-1986, Museum Moderner Kunst, Bécs
- 1993 • Szombathelyi Képtár (Maurer Dórával) Szombathely
- 1999 • Összehasonlító kiállítás, Éri Galéria, Budapest
- 2001 •  Párhuzamos életrajzok (Mauer Dórával), Városi Művészeti Múzeum, Győr
- 2003 • LARES ET PENATES SATURNALIAM CELEBRANTES,[6] Fészek Galéria, Budapest
- 2005 • (De)Constructiones, K.A.S. Galéria (Kortárs Alkotók Stúdiója Galéria), Budapest
- 2006 • (De)construction 4, BTM Budapest Galéria, Budapest
- 2009 • Új hajtások, K.A.S. Galéria (Kortárs Alkotók Stúdiója Galéria), Budapest • L'arte d'invenzione (akadémiai székfoglaló kiállítás), Paksi Képtár, Paks
- 2010 • Staccato, BTM Budapest Galéria, Budapest
- 2011 • Maurer Dóra és Gáyor Tibor kiállítása, A22 Galéria, Budapest

### Csoportos
- 1964 • Europaische Gegenwartskunst, Europahaus, Bécs
- 1971 • Kunstzone, München • Trigon, Graz
- 1972 • Aktuelle Kunst in Osteuropa, Studio Du Mont, Köln • Krauthammer, Zürich • Modern grafika '72, Pécs • Ungarische Avantgarde, Kunstverein, Vechta (Németország) • Fluxshoe, Museum of Modern Art, Oxford • Museum Bradford • Exe Gallery, Exeter (Egyesült Királyság)
- 1973 • In memoriam Kopernikusz, Budapesti Műszaki Egyetem, Budapest • Reale und irreale Raume, Galerie Falazik, Neuenkirchen (Ausztria) • CAYAC, Buenos Aires • Szövegek/ Texts, Kápolnatárlat, Balatonboglár • 6 ungarische Konstruktivisten, Forum Kunst, Rottweil (Németország) • Aspekten van hedendaagse hongaarse kunst, Utrecht • 8 ungarische Künstler, Kunstverein, Frechen (Németország) • Ost-West. Internationale Graphik, Kleine Graphik Galerie, Bréma
- 1974 • Kép/vers, Fiatal Művészek Klubja, Budapest • Signale und Embleme, Galerie Falazik, Neuenkirchen • Ungarische Kunst '74, Kunstverein, Kleines Augusteum, Oldenburg (Németország)
- 1975 • Neue ungarische Konstruktivisten, Stadtisches Museum, Bonn
- 1976 • Sorozatművek. Kortárs művészet magángyűjteményekben 2., Csók Képtár, Székesfehérvár • Móra Ferenc Múzeum, Szeged • Expozíció. Fotó/művészet, Hatvany Lajos Múzeum, Hatvan • Modern grafika, Janus Pannonius Múzeum, Pécs
- 1977 • Geometrica, Tulln (Ausztria) • Neue Kunst aus Ungarn, Galerie Lometsch, Kassel • Sul cocetto di serie, M. Civico, Varese (OL) • Osteuropese Conceptuele Fotografie, TH, Eindhoven (Hollandia) • Hongaarse konstruktivistische kunst 1920-1977, Hedendaagse Kunst, Utrecht
- 1978 • K 45. Exakte Tendenzen, Künstlerhaus, Bécs
- 1979 • Photography as Art, Art as Photography, ICA, London
- 1980 • Künstler aus Ungarn, Kunsthalle • Wilhelmshaven (D) • Ein Künstler – ein Prinzip, Museum Moderner Kunst, Bécs • Cercle, carré, triangle, L'Hôtel d'Escoville, Caen (FR) • Tendenciák 1970-1980, 3. Geometrikus és strukturális törekvések a hetvenes évek művészetében • Óbuda Galéria, Budapest
- 1980-tól • Rajz/Drawing, Pécsi Galéria, Pécs
- 1981 • Erweiterte Fotografie, Sezession, Bécs • Construction in Process, Fabrik, Łódź • Vonal/Line, Pécsi Galéria, Pécs
- 1982 • Exakte Tendenzen, Galerie Modern Art, Bécs • Ein Künstler – ein Prinzip, Institut für Kunstgesichte der Universität, Wien • Tisztelet a szülőföldnek. Külföldön élő magyar származású művészek II. kiállítása, Műcsarnok, Budapest
- 1983 • "Helyzet." A 70-es évek művészete a Sárospataki Képtárban, Budapest Galéria Lajos u., Budapest • Film/ művészet, Budapest Galéria, Budapest • Raumprojekte. Exakte Tendenzen, Schloss, Buchberg (Ausztria)
- 1984 • Orwell és a jelenkor, XX. sz.-i Múzeum, Bécs • Szövegek, Belvárosi Ifjúsági Ház, Budapest
- 1985 • Tértervek/Raumprojekte, Fészek Galéria, Budapest • 101 tárgy. Objektművészet Magyarországon 1955-1985, Óbuda Galéria, Budapest
- 1987 • Szövegek. Kép-vers/Vers-kép, Fiatal Művészek Klubja, Budapest
- 1988 • SUMUS II., IV., Fészek Galéria, Budapest • A sarok, Galerie Hoffmann, Friedberg Kantonales M., Sion (Svájc)
- 1989 • Az avantgárd vége 1975-1980. A huszadik század magyar művészete, Csók Képtár, Székesfehérvár • Szimmetria és aszimmetria, Magyar Nemzeti Galéria, Budapest
- 1993 • Levél a vakokról, Pécsi Galéria, Pécs
- 1994 • 1980-as évek – Képzőművészet, Ernst Múzeum, Budapest
- 1997 • Olaj/Vászon, Műcsarnok, Budapest.
- 2004 • Képzőművészeti kiállítás,[7] Budapesti Műszaki és Gazdaságtudományi Egyetem Aulája, Budapest
- 2006 • A Nyílt Struktúrák Művészeti Egyesület kiállítása,[8] Vasarely Múzeum – Budapest, Budapest
- 2006-2007 • 1956 – Művészet emigrációban, Szentendrei Képtár és Kamaraterem (Ferenczy Múzeum), Szentendre
- 2007 • Artinact – Válogatás a Paksi Képtár gyűjteményéből, Paksi Képtár, Paks
- 2009 • Hommage Bauhaus 90[9]
- 2014 Papier/Paper IV – Collagen Kunstgalerie Bonn

## Köztéri művei
- Reliefek (1989, Bécs, Egészségügyi Központ).

## Művei közgyűjteményekben
- Folkwang Museum, Essen
- Hedendaagse Kunst, Utrecht
- Szent István Király Múzeum, Székesfehérvár
- Kunstmuseum, Bochum
- Landesmuseum Joanneum, Graz
- Museum Moderner Kunst, Bécs
- M. Sztuki, Łódź
- Nationalgalerie, Oslo
- Neue Nationalgalerie, Berlin
- Paksi Képtár, Paks
- Sárospataki Képtár, Sárospatak
- Szombathelyi Képtár, Szombathely

## Díjak, elismerések
- Érdemes művész (2009)[10]